# Базилика Святого Антония

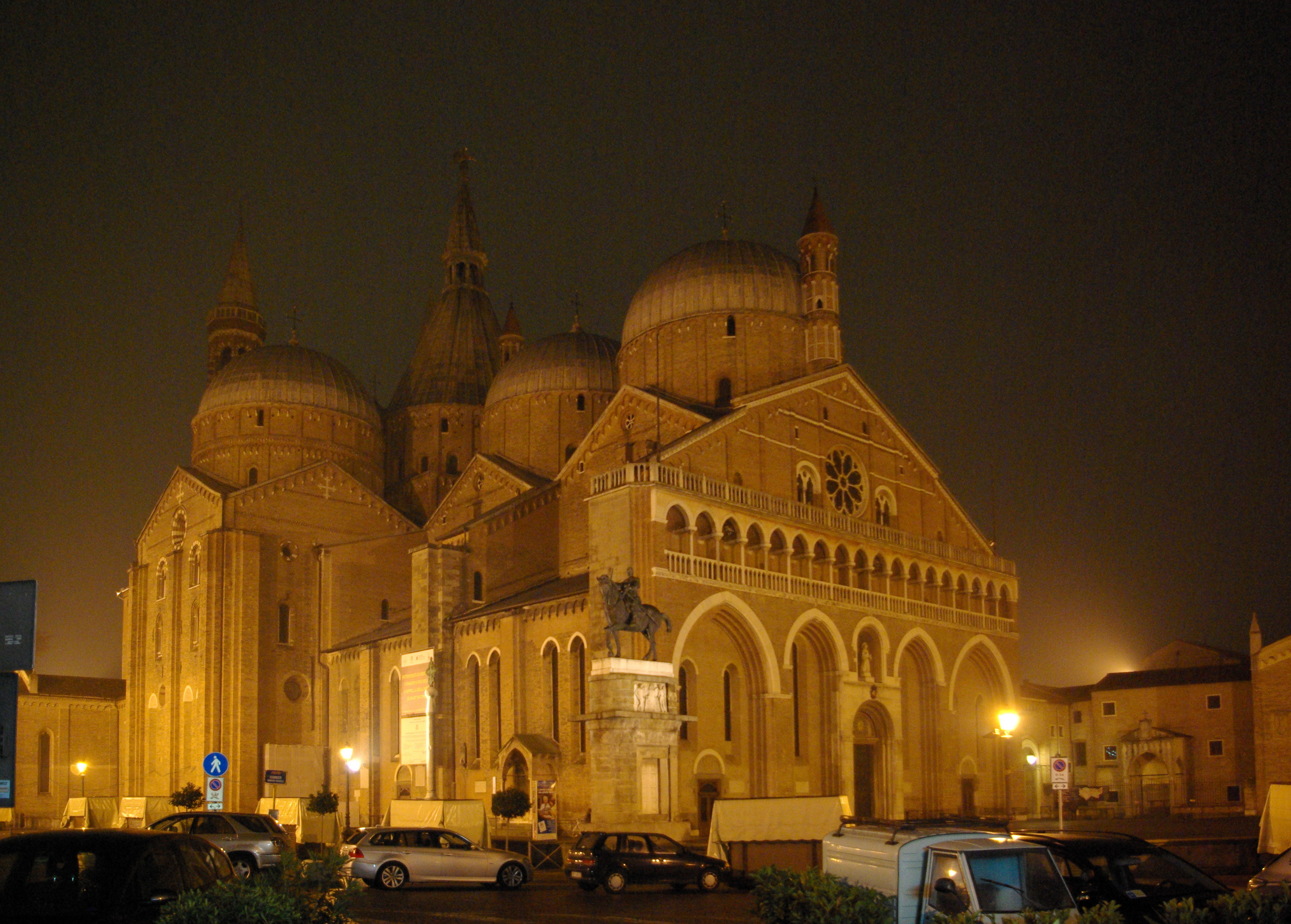
Базилика дель Санто при вечернем освещении

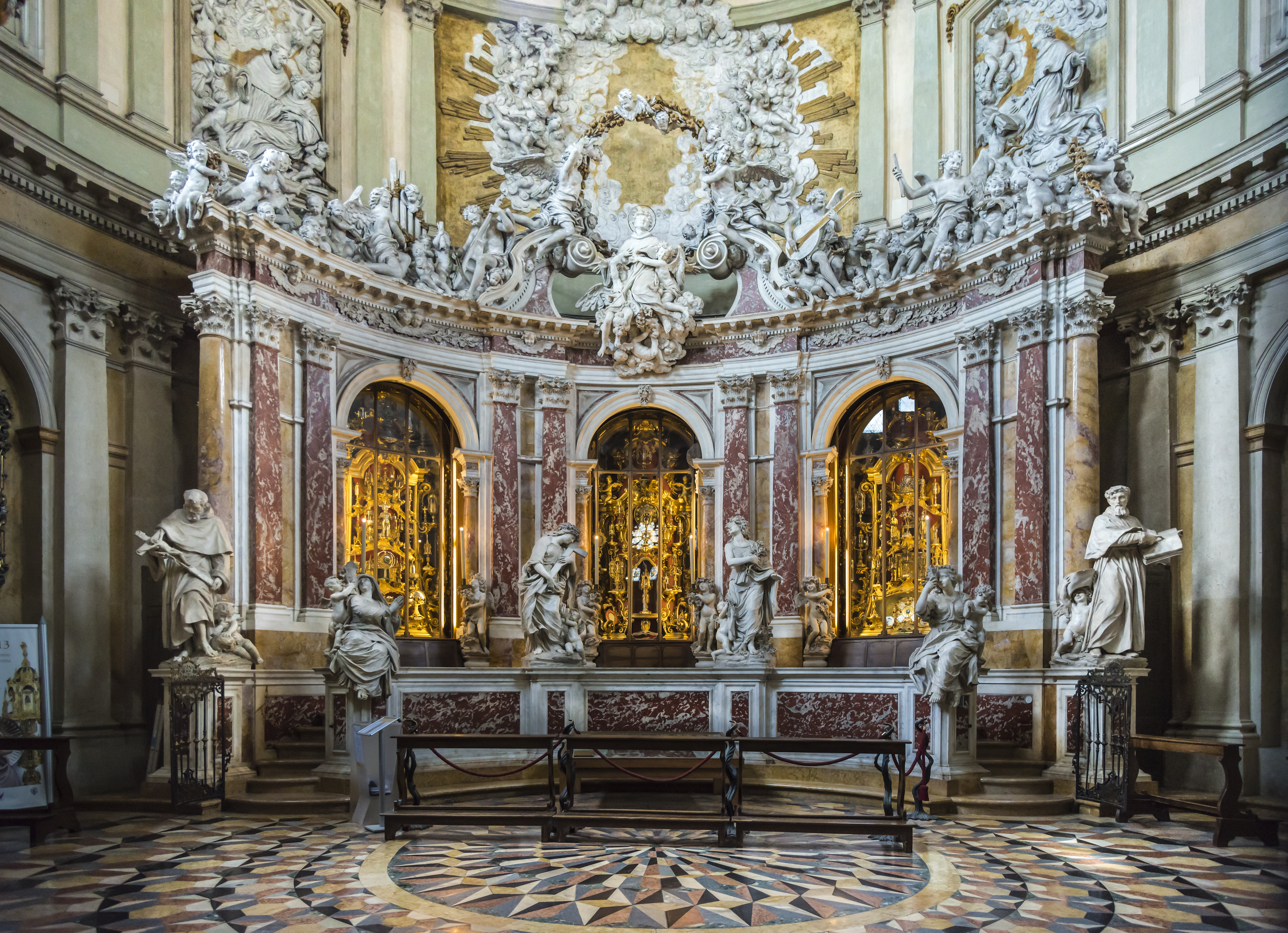
Базилика дель Санто. Капелла Реликвий. Скульптор Филиппо Пароди. 1691

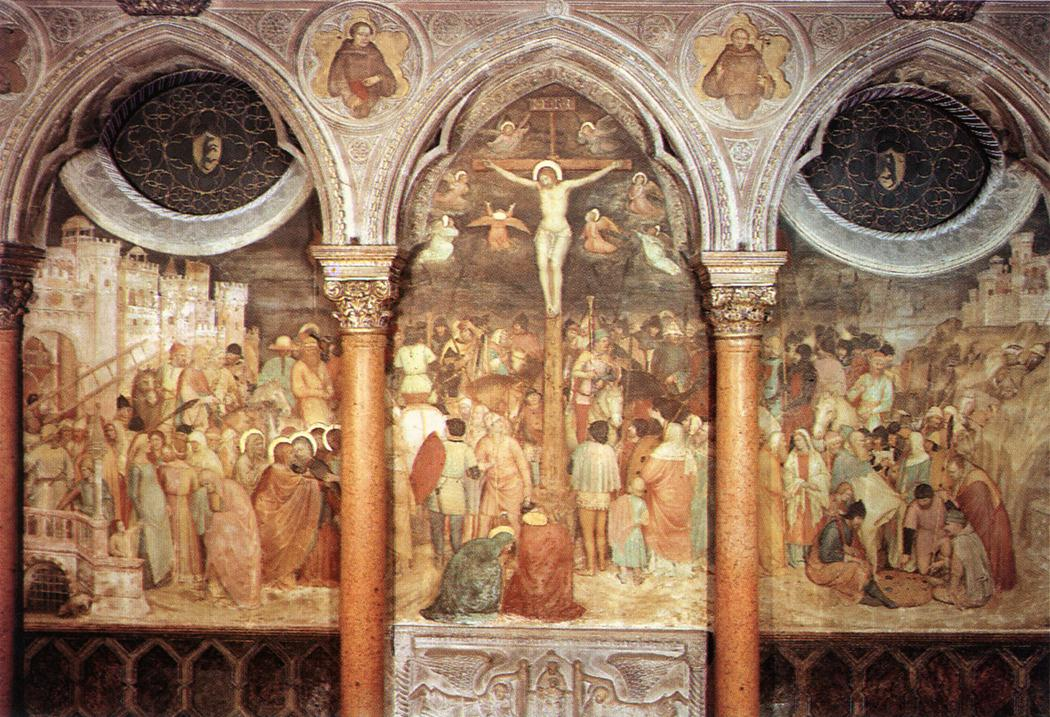
Капелла святых Иакова и Феличе. Фрески Альтикьеро да Дзевио и Якопо Аванцо. 1376

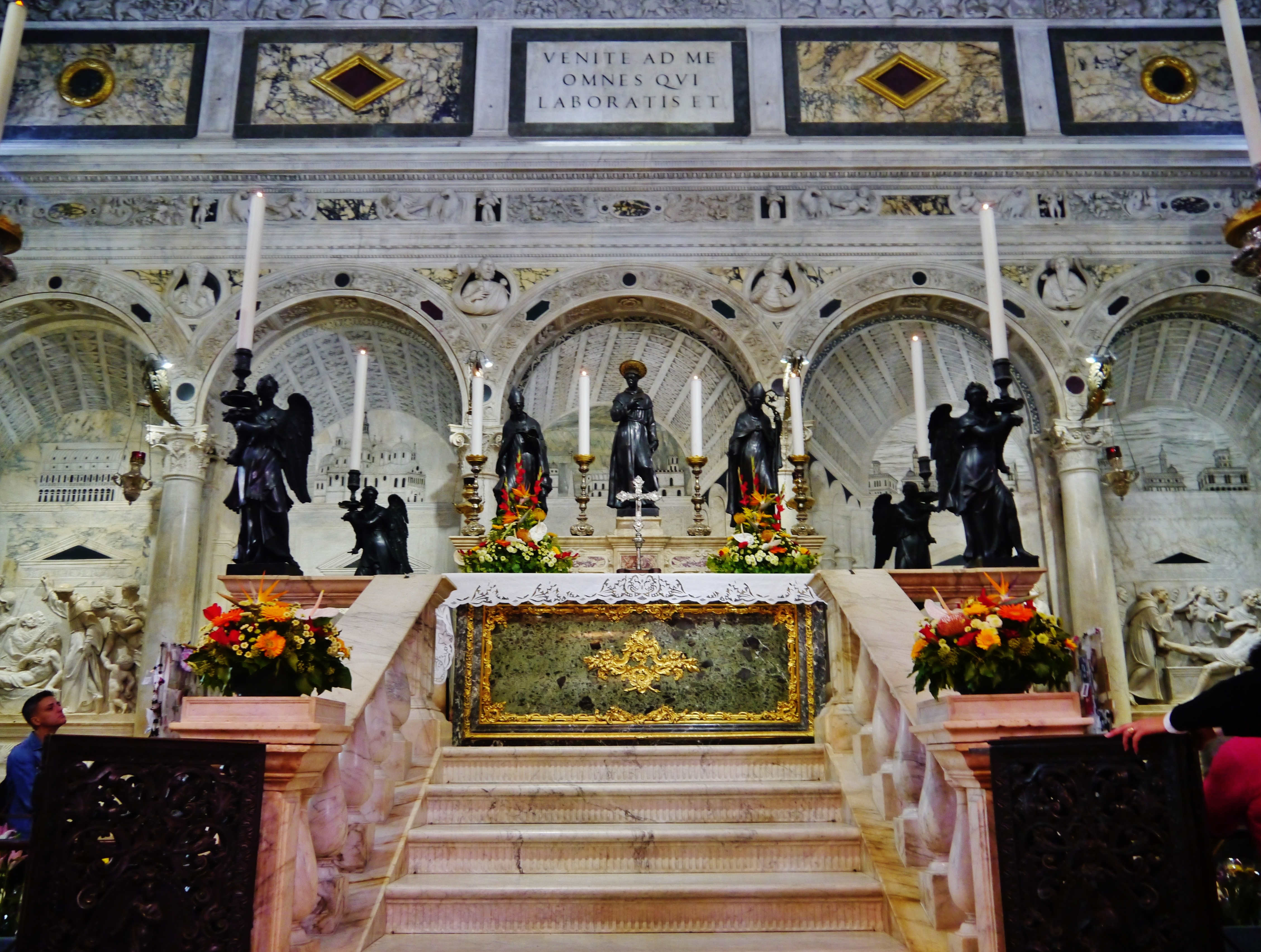
Капелла Святого Антония. Статуи Антония Падуанского, Святого Бонавентуры, Людовика Тулузского и четырёх ангелов со свечами. 1593. Бронза. Скульптор Т. Аспетти

Базилика Святого Антония или  Папская малая базилика Святого Антония Падуанского (итал. La Pontificia Basilica Minore di Sant'Antonio di Padova) — римско-католическая церковь в городе Падуя (Венето, Италия), памятник архитектуры, главный центр почитания святого Антония Падуанского. Крупнейшая по размерам и количеству паломников церковь Падуи. Находится в собственности и юрисдикции Святого престола, хотя территориально является частью Итальянского государства.
Святой Антоний — один из самых почитаемых и любимых итальянцами святых, поэтому в народе храм называют кратко: «Базилика Святого» (Basilica del Santo). Это одна из крупнейших церквей в мире, которую ежегодно посещают более 6,5 миллионов паломников, что делает её одним из самых почитаемых святилищ. Однако храм не имеет статуса собора. В базилике хранятся мощи святого Антония Падуанского и его гробница. Базилика дель Санто расположена на площади, носящей имя святого (La Рiazza del Santo). Базиликой управляют францисканцы из Ордена малых монастырских братьев (dell’Ordine dei frati minori). С 2021 года фрески базилики включены в список Всемирного наследия ЮНЕСКО, включающий фрески XIV века в ряде зданий города Падуя.

## История
Согласно преданию на месте, где в наше время высится базилика, располагалось древнеримское святилище, посвященное богине Юноне, в котором, по словам Тита Ливия, жители города Патавиум хранили трофеи выигранных сражений. В Средние века на том же месте стояла небольшая церковь Санта-Мария-Матер-Домини (Santa Maria Mater Domini — Святой Марии, Матери Божьей), рядом находился францисканский монастырь, возможно, основанный Святым Антонием, который пробыл в нём более года (1229—1231). Когда святой скончался 13 июня 1231 года в Арчелле, в северной части Падуи, его тело согласно его предсмертной воле, было захоронено в этой церкви. Позднее остатки церкви Святой Марии были включены в базилику дель Санто в качестве Капеллы делла Мадонна Мора (итал. Cappella della Madonna Mora — Капелла Тёмной Мадонны).
Вскоре на могиле Антония было отмечено множество чудесных исцелений, и паломники стали прибывать сначала из соседних районов, а затем и из-за Альп. 30 мая 1232 года в соборе города Сполето папа Григорий IX назвал Антонио Падуанского святым. Через год после смерти святого, было решено воздвигнуть новую церковь, достойную его деяний и способную принимать большие группы паломников.
Строительство базилики продолжалось до 1310 года. Изменения в планировке храма продолжались после нескольких пожаров и обрушения колокольни от урагана в 1394 году вплоть до XV века. Между 1464 и 1467 годами в базилике работал скульптор и архитектор Пьетро Ломбардо. Во время войны Камбрейской лиги в 1509 году Падуя оказалась в центре боевых действий, и базилика страдала от ярости обеих сторон.
В 1437 году на площади рядом с базиликой дель Санто был установлен Памятник Гаттамелате: на высоком постаменте бронзовая конная статуя кондотьера Венецианской республики, правителя Падуи Эразмо да Нарни по прозванию Гаттамелата («Медоточивая кошечка») — выдающееся произведение ренессансного и мирового искусства работы скульптора Донателло.
29 мая 2012 года базилика пострадала от землетрясения.

## Архитектура
Трёхнефная базилика с трансептом (боковые нефы и трансепт были пристроены позднее) имеет сложный план с четырьмя монастырскими кьостро (клуатрами), залом капитула, капеллами, двумя шатровыми кампанилами (колокольнями), похожими на мусульманские минареты, семью полусферическими куполами и центральным шатром над средокрестием. В результате многих перестроек храм, сочетая романский и готический стили, напоминает одновременно собор Сан-Марко в Венеции (стиль «византо-венето») и романский собор Сен-Фрон в Перигё (Аквитания, Франция), также восходящий к архитектуре Византии.
Главный фасад базилики имеет пять больших утопленных стрельчатых арок, треугольный фронтон и отделяющую фронтон от нижнего яруса типичную ломбардскую арочную галерею. Фронтон украшает большая готическая «роза». Высота фасада около 28 м, ширина около 37 м. В центральной нише находится статуя святого Антония (копия 1940 года, оригинал хранится в Музее Антониано). В люнете центрального портала находится копия фрески Андреа Мантеньи с изображением святых Антония и Бернардино, поклоняющихся монограмме Христа. Оригинальная фреска хранится в соседнем монастыре.
Три бронзовые двери главного фасада — произведения XIX века, выполненные по проекту Камилло Бойто в 1895 году.

## Интерьер храма: святыни и произведения искусства
В интерьере базилики боковые нефы у апсиды смыкаются в полукруг, в котором в форме лучей пристроено девять капелл (венец капелл). Конха апсиды имеет необычную рёберную структуру. В центре деамбулатория находится Капелла реликвий, оформленная в стиле барокко (скульптор Филиппо Пароди, 1691) — богатое собрание христианских святынь и шедевров итальянского ювелирного искусства, даров святому от паломников.
Тело святого Антония с 1350 года покоится в отдельной Капелле (Сappella dell'Arca) левого трансепта, внутреннее убранство которой приписывается скульптору Туллио Ломбардо, который совместно с братом Антонио является также автором двух мраморных рельефов, изображающих чудеса святого Антония: «Святой Антоний помогает скупому найти своё сердце» и «Святой Антоний прикрепляет сломанную ногу покаявшемуся юноше» (1500—1502). Третий рельеф: «Святой, возвращающий к жизни убитого человека», является произведением Джироламо Кампаньи. Статуи алтаря конца XVI века — работа Тициано Аспетти. Паломники прикасаются ладонями к зелёной мраморной плите, покрывающей гробницу Святого, этот жест сопровождается молитвой и записками о заступничестве, исцелениях и благополучии, для которых предназначен специальный ковчег.
В Капелле святых Иакова и Феличе, по правой стороне нефа, напротив гробницы святого Антония, имеются фрески работы веронского живописца Альтикьеро да Дзевио, последователя Джотто ди Бондоне, и Якопо Аванцо (1376). Внутри церкви находится множество погребальных памятников, некоторые из которых представляют значительную художественную ценность. В Капелле Святейшего Причастия (Cappella del Santissimo Sacramento), также известной как Капелла Гаттамелата, в правом проходе, находится гробница знаменитого кондотьера и его сына Джаннантонио. Бронзовая скиния сделана Джироламо Кампанья.
К базилике дель Санто примыкает здание Оратории (капеллы) Св. Георгия (Oratorio di San Giorgio). Её интерьер расписан в 1384 году Альтикьеро и Аванцо. В этом же здании находится Скуола ди Сант Антонио, знаменитая восемнадцатью фресками, изображающих сцены из жизни Св. Антония Падуанского. Помимо них — три картины маслом, созданные в 1511 году Тицианом.
В зале Капитула находятся гробницы профессоров Падуанского университета, в том числе Бонжакопо Санвито и Раниеро Арсенди.
Алтарь Сант-Антонио
Базилика дель Санто содержит множество произведений искусства, но внимание входящего сразу же привлекает главный алтарь (L’Altare di Sant’Antonio, Pala del Santo). Он располагается не в апсиде, а в пресбитерии центрального нефа. Алтарь является шедевром ренессансного искусства, композиция, статуи и рельефы которого созданы выдающимся флорентийским художником, скульптором Донателло. В центре алтаря на троне — бронзовая фигура Мадонны, относящаяся к иконографическому типу Маэста (итал. maestà — величание, возвеличивание). Дева Мария изображена фронтально, в торжественной позе, как бы возвышающейся над троном. Её голову венчает корона, образуемая крыльями Херувимов. Впереди себя Она держит Богомладенца. Боковые части трона оформлены в виде сфинксов. На плечи Девы накинута тяжелая мантия, скреплённая на груди брошью в виде Херувима. Фигура Мадонны (высота статуи 1,59 м) в образе «Царицы Небесной» приподнята на постаменте, по левую сторону от Неё — статуя Св. Антония Падуанского, по правую — Св. Франциска Ассизского. Над Мадонной — бронзовое Распятие, первое произведение Донателло в Падуе (1443—1444); внизу, в пределле — рельефы, также работы Донателло, изображающие сцены чудес из жизни Св. Антония («Чудо заговорившего новорождённого», «Чудо с раскаявшимся сыном», «Чудо с ослицей», «Чудо сердца скупого»). По сторонам алтаря установлены фигуры Св. Иустины и Св. Даниила. В целом композиция Донателло следует иконографии Святого Собеседования, сформировавшейся ранее в венецианской живописи.
Донателло работал над статуями алтаря в 1447—1448 годах. К сожалению, задуманная скульптором композиция была нарушена. Донателло изначально установил фигуры в открытом табернакле из расписного и позолоченного дерева постепенно уменьшающимися к центру, что создавало эффект глубины, перспективного сокращения (по краям композицию замыкали статуи падуанских епископов — Лудовико и Просдокима). В результате фигуры выглядели свободно, непринужденно стоящими, будто живыми. В 1582 и 1651 годах алтарь перестраивали, статуи были использованы в других сооружениях внутри собора. В 1895 году алтарь собрали снова, но весьма произвольно по проекту Камилло Бойто. Таким он и остается по настоящее время, и о замысле художника можно судить лишь по графическим реконструкциям. Деревянная менса (стол алтаря) расписана живописцем Ф. Скварчоне. Рельефы частично вызолочены и посеребрены, камень и мрамор разных цветов дополняют позолота и смальта.

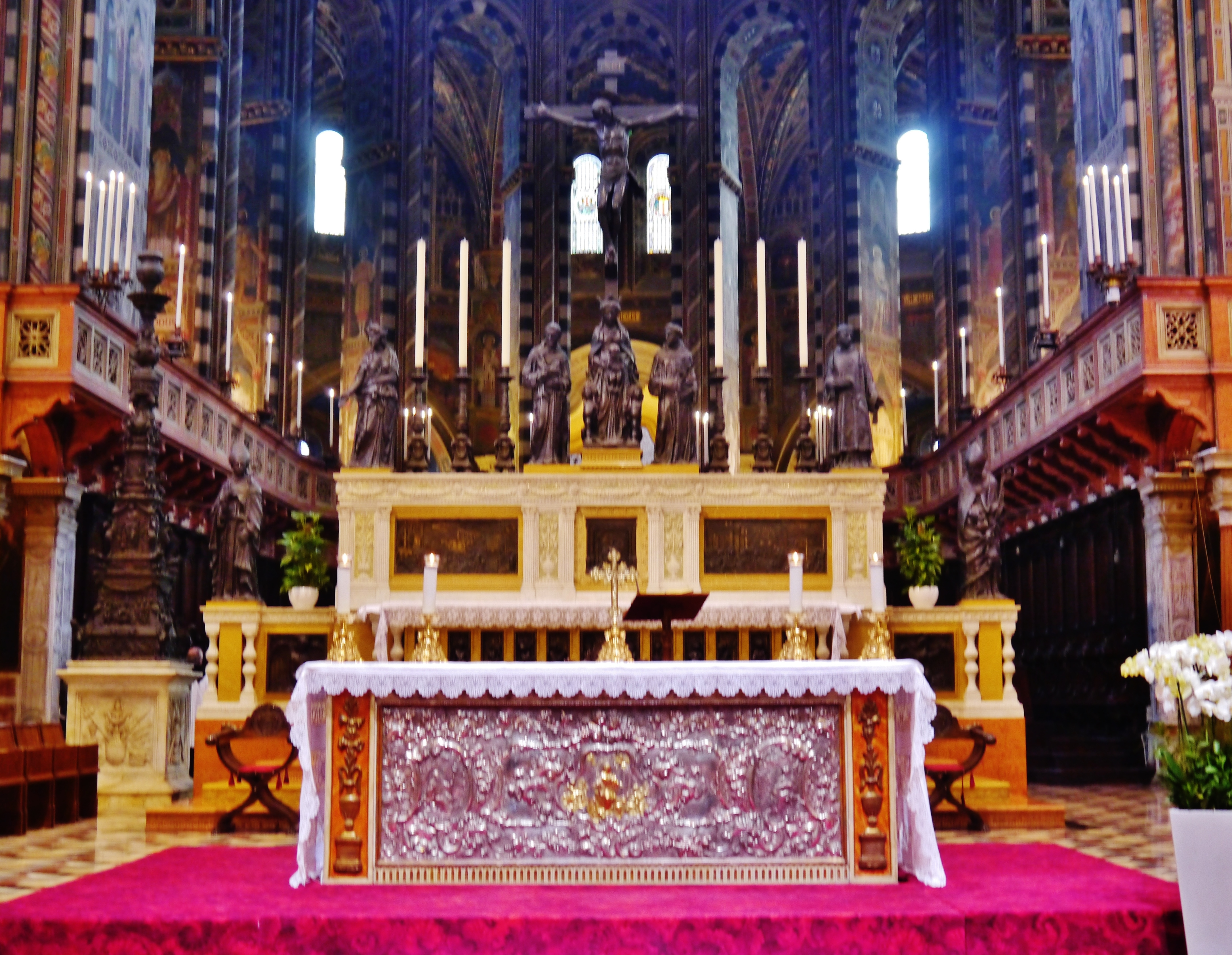
Донателло. Главный алтарь базилики Сант-Антонио в Падуе. 1447–1448
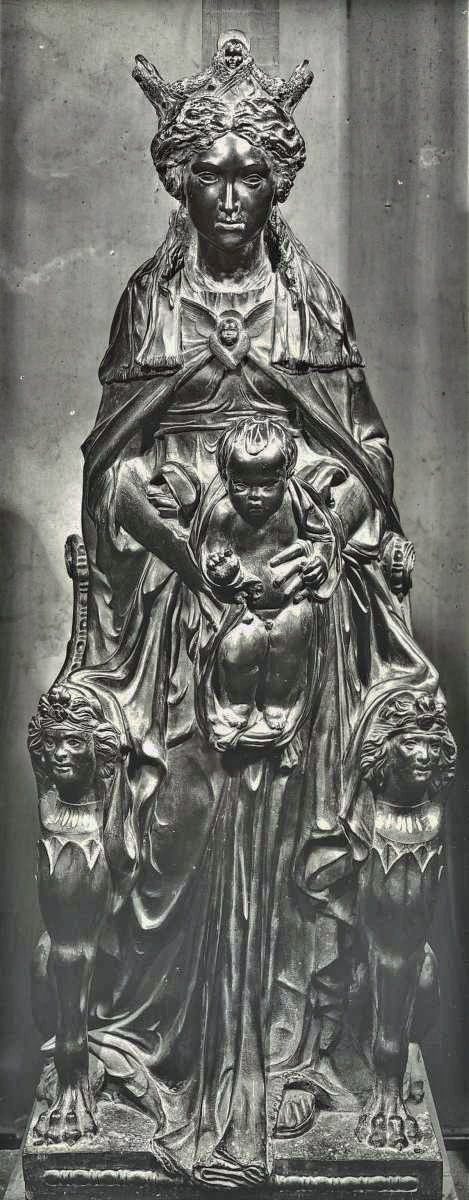
Мадонна с Младенцем. Статуя алтаря
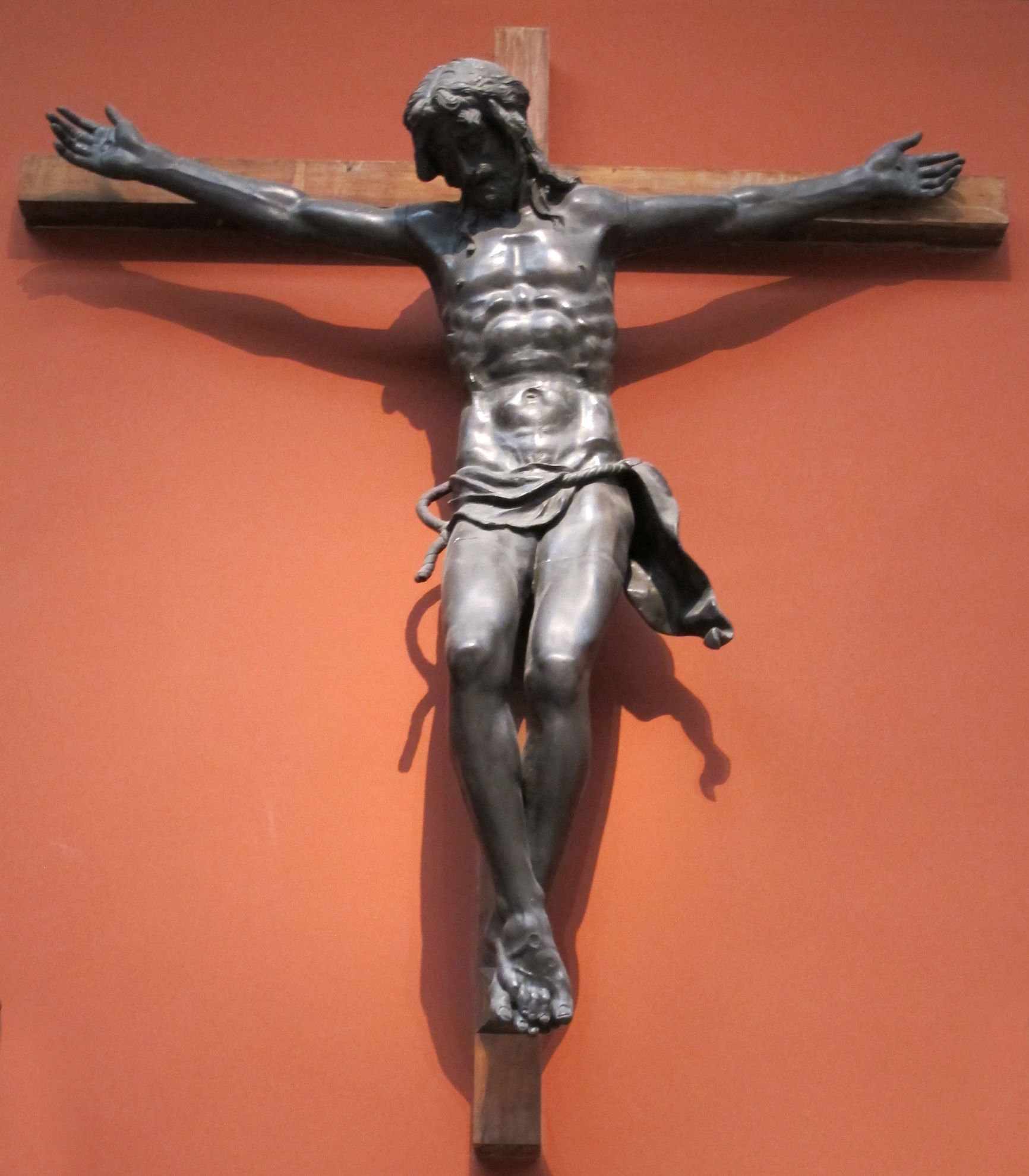
Распятие. Гипсовый слепок скульптуры Донателло в собрании Музея изобразительных искусств им. А. С. Пушкина в Москве
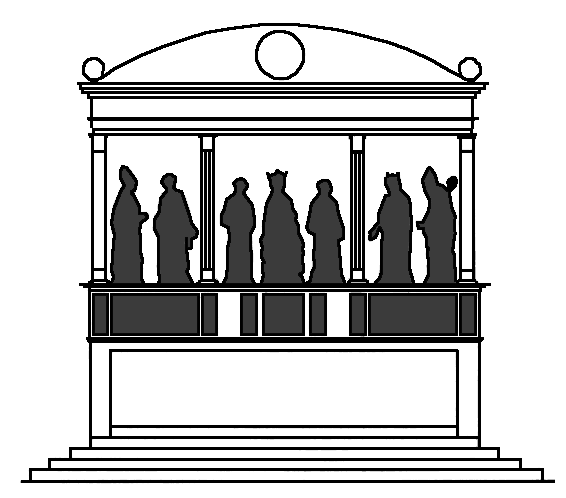
Реконструкция алтаря дель Санто Х. Янсена. 1957. Схема

В Падве церковь западная великая во имя католицкаго святаго Антония Падовскаго, в котором костеле, сказывают, и тело ево лежит под престолом. Та церковь зделана изрядным основанием и зело длинна и широка, имеет на себе семь глав великих. В том костеле около престолов изрядное строение из алебастру и из розных цветов аспидных камений, и помост в том костеле зделан из розных цветов мраморов предивною работою. Показывали нам в той церкве многие мощи святых апостол и святых мучеников и иные многие святыни, между которыми показали нам язык и сказывали, что тот язык святаго Антония Падовскаго. А где лежит тело святаго Антония, около гробу ево висит множество лампад серебреных, великих и малых, которых я мог счесть сто тритцать, а иных, которые есть по всей церкве, не мог за величеством церкви исчислить. У тое церкви живут католицкие законники, которые называются францишкане. В средине того костела по стенам знать стенное писмо по многим местам древней греческой работы.